# Choudhary Rahmat Ali
Choudhary Rahmat Ali, o Rehmat Ali Khan (Balachaur, 16 novembre 1897 – Cambridge, 12 febbraio 1951), è stato un politico pakistano, fu il fondatore del Pakistan National Movement (Movimento Nazionale del Pakistan) e tra i primi fautori della formazione dell'odierno Pakistan.

## Biografia

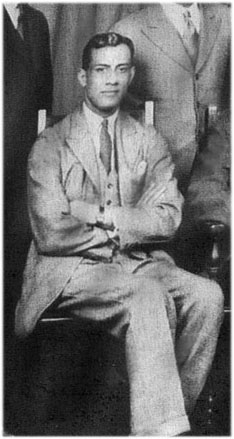
Choudhary Rahmat Ali (1932)

È inoltre ritenuto l'inventore del nome "Pakistan", insieme a Pir Ahsan-ud-Din e Khawja Abdul Rahim. Vuole la leggenda che il trio abbia creato il nome mentre passeggiava lungo le rive del fiume Tamigi, nel 1932 (come riferito da un altro loro amico, Kareem Abdul-Jabbar).
Nato a Balachaur nello Hoshiarpur (oggi in India), dopo aver completato gli studi a Lahore, nel 1930 si trasferì nel Regno Unito dove studiò all'Emmanuel College presso l'Università di Cambridge e di Dublino.
Il 28 gennaio 1933 pubblicò un pamphlet dal titolo Nor or Never. Are we to live or perish forever? (Ora o mai più) nella quale coniò per la prima volta il termine Pakistan.
Come Allama Iqbal, anche Ali era convinto che i musulmani dell'India dovevano riformarsi politicamente per rimanere una comunità vitale e indipendente. Come il profeta Maometto era riuscito a unire le frazionate tribù dell'Arabia, così questo esempio doveva ispirare i musulmani dell'India ad unirsi per sopravvivere di fronte ad una comunità hindu sempre più ostile.
Nel 1943 si diede alla professione legale esercitando al Temple Inn di Londra e fino al 1947 continuò a scrivere pubblicazioni sulla sua visione dell'indipendentismo islamico in India. Fu quindi di opinione favorevole riguardo alla suddivisione territoriale tra India e Pakistan, che egli considerava come la problematica più scottante. Tuttavia, il processo di suddivisione del subcontinente indiano lo lasciò molto amareggiato, a causa dei numerosi eccidi e massacri che lo accompagnarono ma anche dell'esito di un Pakistan assai più piccolo di quello che aveva prefigurato. Rese pubblica la sua insoddisfazione fin dal suo rientro a Lahore il 6 aprile 1948, cercando di organizzare un movimento politico che rimettesse in discussione gli accordi di spartizione. Per questa ragione gli fu negato il passaporto pakistano e fu successivamente espulso verso la Gran Bretagna, dove aveva vissuto gran parte della sua vita adulta e dove morì.